# Морінген
Морінген (нім. Moringen) — місто в Німеччині, розташоване в землі Нижня Саксонія. Входить до складу району Нортгайм.
Площа — 82,25 км2. Населення становить 6956 ос. (станом на 31 грудня 2021).